# Eupithecia acutangula
Eupithecia acutangula är en fjärilsart som beskrevs av George Francis Hampson 1895. Eupithecia acutangula ingår i släktet Eupithecia och familjen mätare. Inga underarter finns listade i Catalogue of Life.